# Graça (Pedrógão Grande)
Graça es una freguesia portuguesa del municipio de Pedrógão Grande, con 31,20 km² de superficie. Su densidad de población es de 29,1 hab/km².